# مایتنر ۶۹۹۹
سیارک ۶۹۹۹ (به انگلیسی: 6999 Meitner، نامگذاری:4379T-3) شش هزار و نهصد و نود و نهمین سیارک کشف شده‌است که در ۱۶ اکتبر ۱۹۷۷ کشف شد.
قدر مطلق سیارک برابر ۱۴٫۵۰ است.